# ঔ
Cette page contient des caractères spéciaux ou non latins. S’ils s’affichent mal (▯, ?, etc.), consultez la page d’aide Unicode.
ঔ, appelé aou, est une voyelle de l’alphasyllabaire assamais-bengali.

## Représentations informatiques
Ses caractères Unicode sont :
| formes                 | représentations | chaînes de caractères | points de code | descriptions                                                | note |
| ---------------------- | --------------- | --------------------- | -------------- | ----------------------------------------------------------- | ---- |
| indépendante           | ঔ               | ঔ                     | U+0994         | lettre bengali aou                                          |      |
| dépendante (composé)   | ◌ৌ               | ৌ                      | U+09CC         | diacritique voyelle bengali aou                             |      |
| dépendante (décomposé) | ◌ৌ               | ৌ                      | U+09C7 U+09D7  | diacritique voyelle bengali â signe de longueur bengali aou |      |